# Pat MacLeod
Patrick Lee „Pat“ MacLeod (* 15. Juni 1969 in Melfort, Saskatchewan) ist ein ehemaliger kanadischer Eishockeyspieler, der im Verlauf seiner aktiven Karriere zwischen 1987 und 2000 unter anderem 684 Spiele in der International Hockey League (IHL) auf der Position des Verteidigers bestritten hat. Zudem absolvierte McLeod weitere 53 Partien für die Minnesota North Stars, San Jose Sharks und Dallas Stars in der National Hockey League (NHL). Sein größter Karriereerfolg war der Gewinn des Turner Cups der IHL im Jahr 1992 mit den Kansas City Blades.

## Karriere
MacLeod spielte zunächst zwei Jahre von 1987 bis 1989 in der Western Hockey League (WHL) bei den Kamloops Blazers, nachdem er zuvor bereits eine Saison bei den Fort Saskatchewan Traders in der Alberta Junior Hockey League (AJHL) verbracht hatte. Nach einer guten letzten Spielzeit, die mit der Berufung ins West Second All-Star Team der Liga belohnt worden war, wählten die Minnesota North Stars aus der National Hockey League (NHL) den Offensiv-Verteidiger schließlich im NHL Entry Draft 1989 in der fünften Runde an 87. Position aus.
Die North Stars nahmen den Kanadier gleich zur Spielzeit 1989/90 unter Vertrag, setzten ihn aber vorerst in der International Hockey League (IHL) bei den Kalamazoo Wings, ihrem Farmteam, ein. Während seiner zwei Spielzeiten mit den Wings, kam er zu einem NHL-Einsatz für Minnesota, ehe er im NHL Dispersal Draft 1991, der dazu diente die Spieler zwischen den Minnesota North Stars und den neu gegründeten San Jose Sharks aufzuteilen, von den Sharks ausgewählt wurde. In den zwei Jahren bei den Sharks kam MacLeod sowohl in der IHL bei den Kansas City Blades, mit denen er 1992 die IHL-Meisterschaft in Form des Turner Cups gewann, als auch in der NHL zum Einsatz. Dort konnte er sich aber keinen Stammplatz im Kader erarbeiten. An seine Zeit in San Jose schlossen sich zwei Spielzeiten bei den Milwaukee Admirals in der IHL an. Im Sommer 1995 unterschrieb er als Free Agent einen Vertrag bei den Dallas Stars, dem Nachfolgefranchise der Minnesota North Stars, für die er zwei weitere NHL-Partien bestritt.
Nach dem erfolglosen Jahr in Dallas wechselte der Verteidiger im Sommer 1996 zunächst nach Europa, wo er in der schwedischen Elitserien für Färjestad BK spielte. Bereits im Dezember desselben Jahres kehrte MacLeod aber nach Nordamerika zurück und spielte bis zu seinem Karriereende im Sommer 2000 für die Cincinnati Cyclones in der IHL. Zu seinem Karriereende wurde der 31-Jährige mit dem IHL Man of the Year Award ausgezeichnet.

## Erfolge und Auszeichnungen
| - 1989 WHL West Second All-Star Team - 1992 IHL Second All-Star Team - 1992 Turner-Cup-Gewinn mit den Kansas City Blades | - 1994 IHL First All-Star Team - 2000 IHL Man of the Year |

## Karrierestatistik
(Legende zur Spielerstatistik: Sp oder GP = absolvierte Spiele; T oder G = erzielte Tore; V oder A = erzielte Assists; Pkt oder Pts = erzielte Scorerpunkte; SM oder PIM = erhaltene Strafminuten; +/− = Plus/Minus-Bilanz; PP = erzielte Überzahltore; SH = erzielte Unterzahltore; GW = erzielte Siegtore; 1 Play-downs/Relegation; Kursiv: Statistik nicht vollständig)